# 三庆班
三庆班，是清朝中后期活跃于北京的徽班之一，与四喜班、春台班、和春班并称为“四大徽班”。
三庆班原成立于扬州，乾隆55年（1790年），在闽浙总督伍拉纳推荐下入京为乾隆帝庆祝80大寿。由于其以二黄为主的唱腔广受欢迎，遂留京演出。在其之后，各大徽班方才逐渐入京。
19世纪中期，在程长庚的领导下，三庆班进入鼎盛时期，成为四大徽班领袖。其“小荣椿科班”是京剧历史上最早的科班，培养出了包括陈德霖、钱金福、张淇林等名伶，为徽班向京剧的转变出力良多。杨月楼、谭鑫培、汪桂芬等清末著名演员也均是三庆出身。
程长庚于1880年去世后，三庆班逐渐衰落，1887年后几无活动，1890年杨月楼去世后正式解散。

## 历任班主
- 余老四（？－1803年）
- 高朗亭（1803年－？）
- 陈金彩（1834年后）
- 程长庚（？－1880年）
- 杨月楼（1880年－1890年）